# Arces-Dilo
Arces-Dilo è un comune francese di 614 abitanti situato nel dipartimento della Yonne nella regione della Borgogna-Franca Contea.

## Società

### Evoluzione demografica
Abitanti censiti